# Llista d'ocells d'Aragó
Aquesta llista d'ocells d'Aragó inclou totes les espècies d'ocells trobats a Aragó: 348, de les quals 11 són espècies globalment amenaçades i tres són d'introduïdes. Els ocells s'ordenen per ordre i família.

## Bibliografia

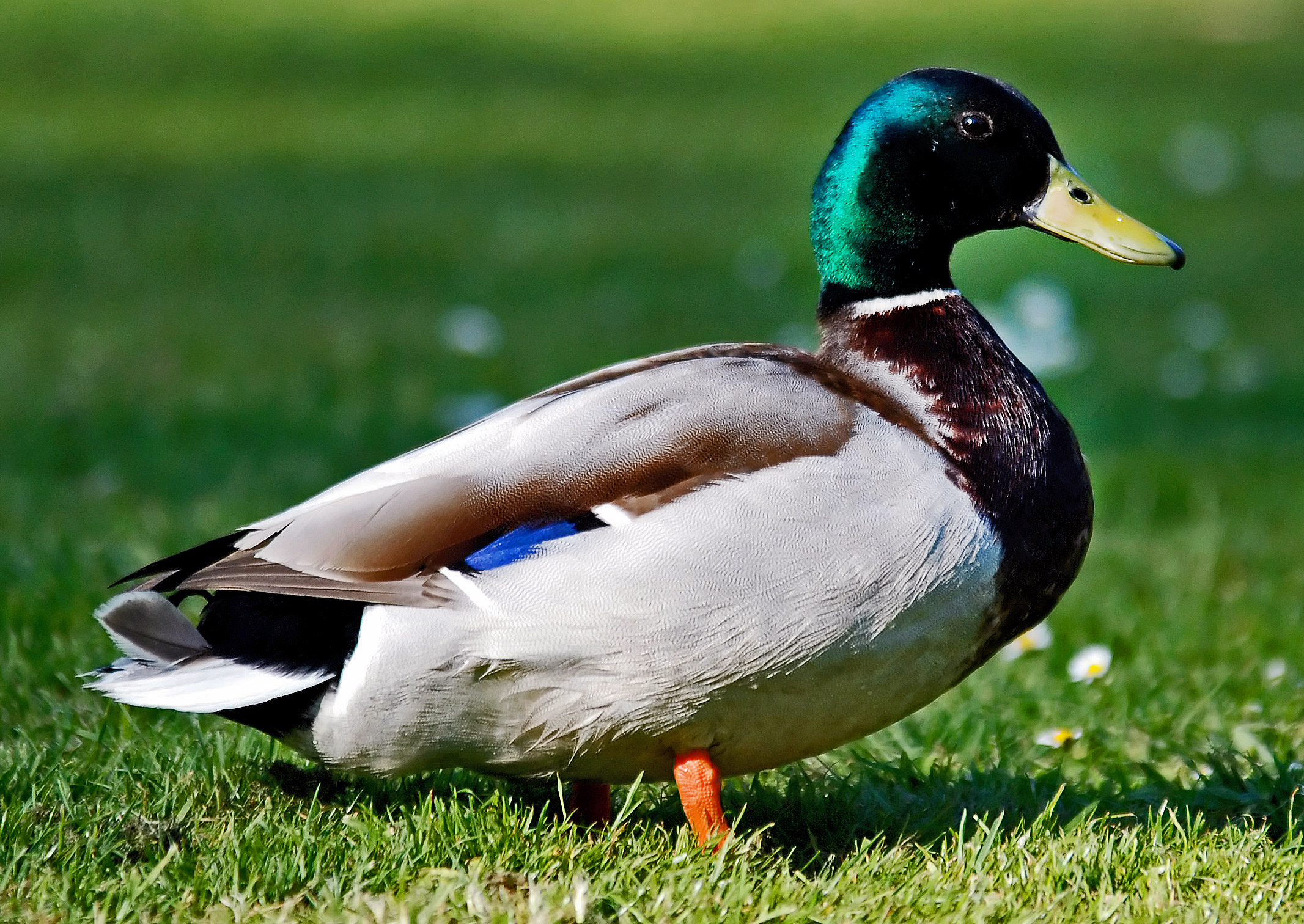
Ànec coll-verd
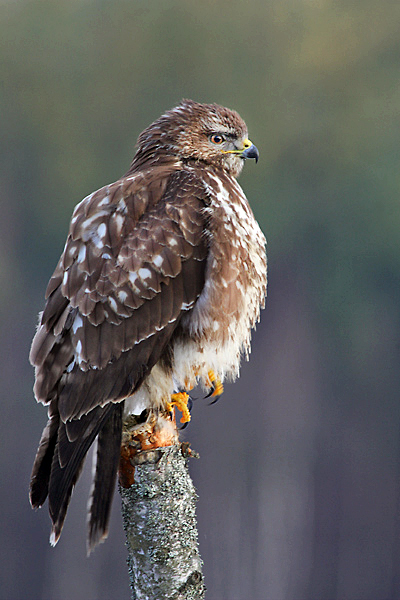
Aligot comú
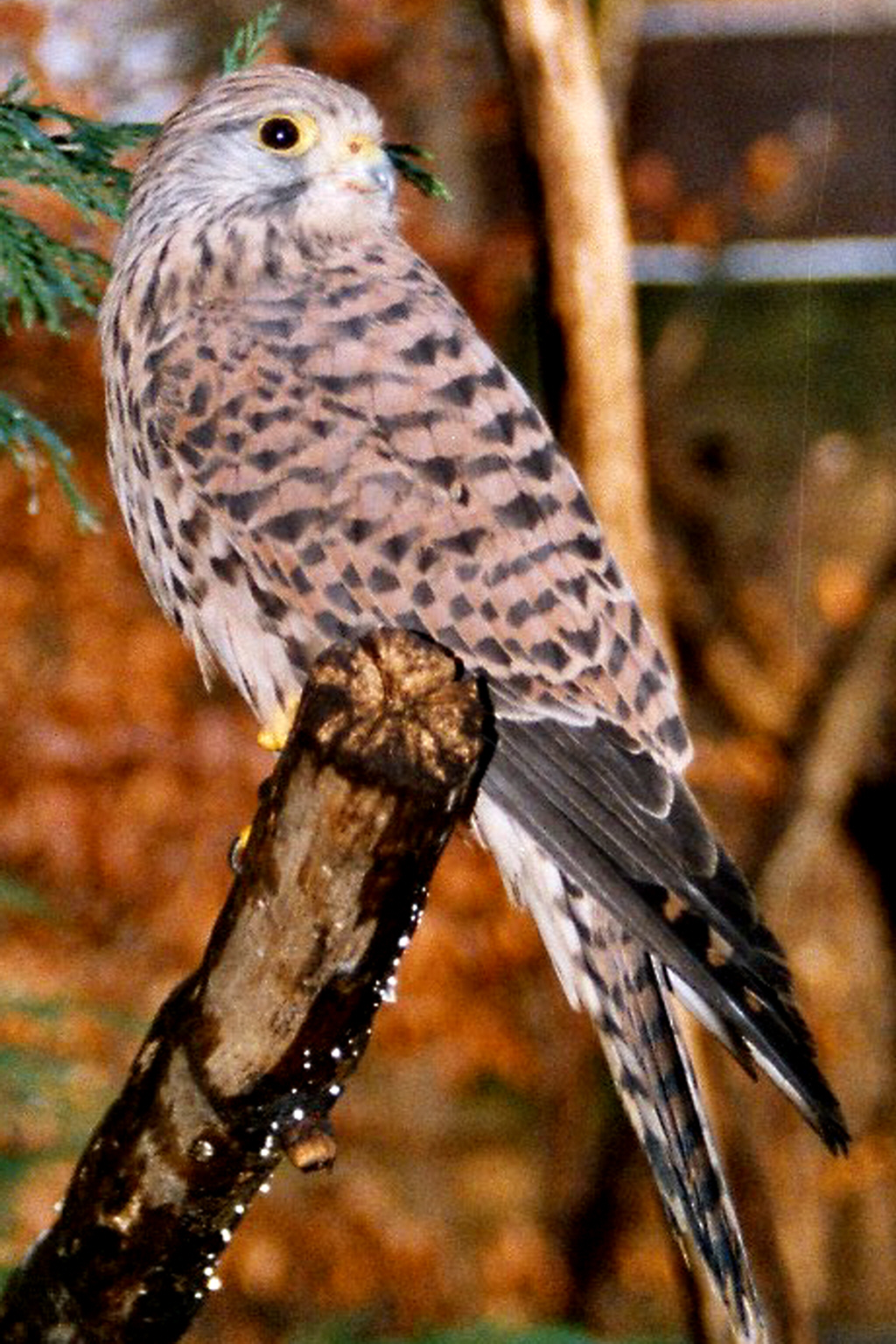
Xoriguer comú
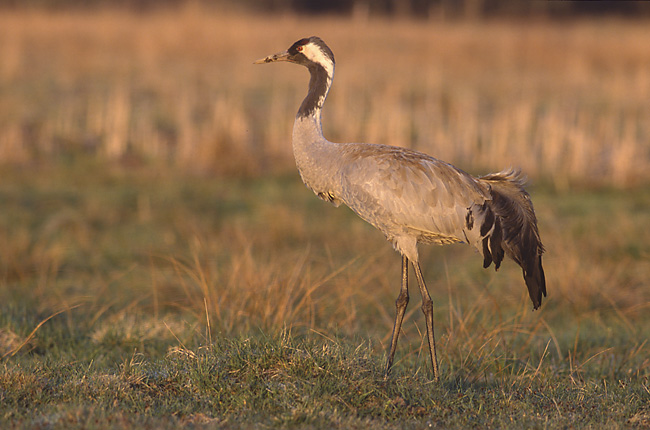
Grua
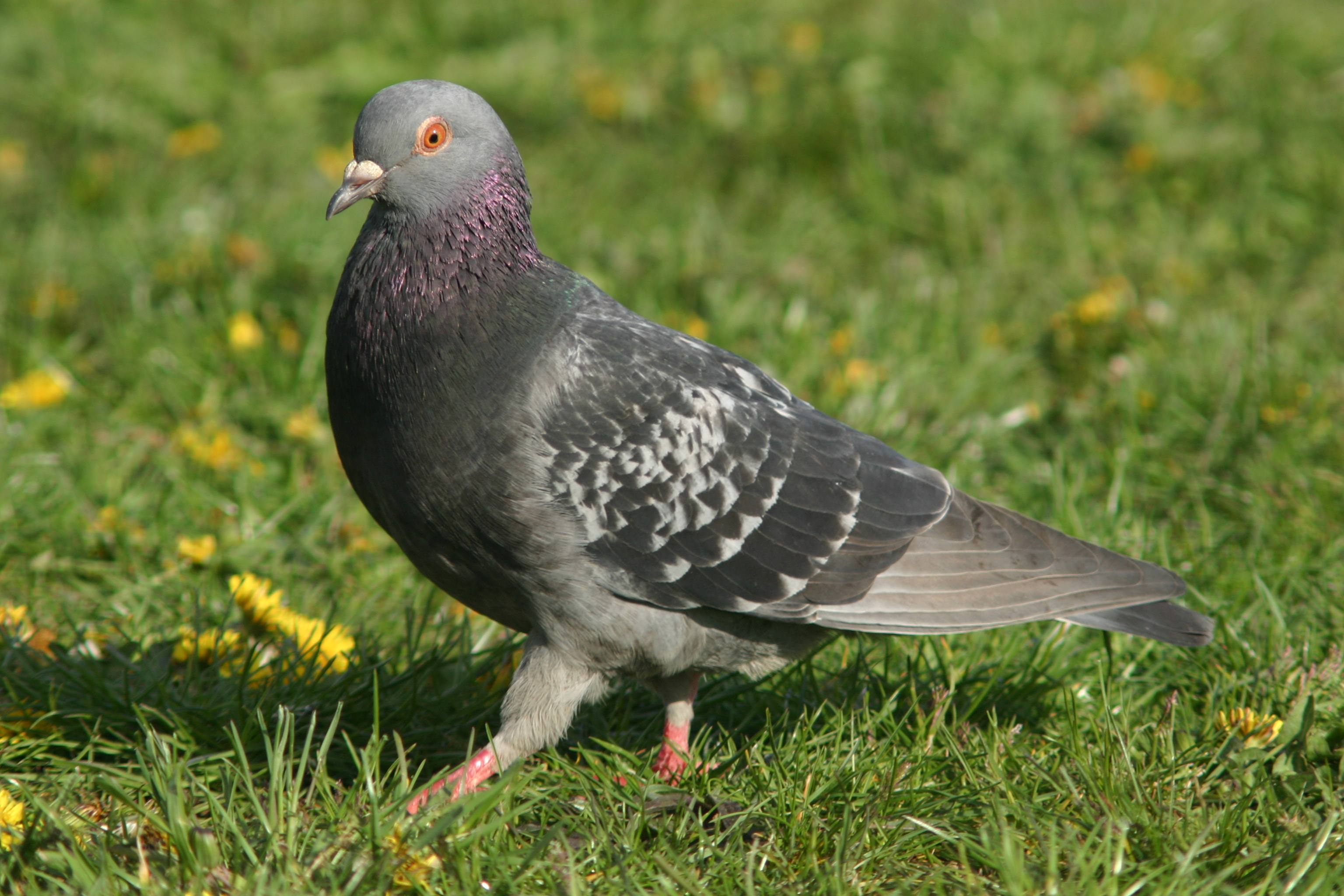
Colom roquer
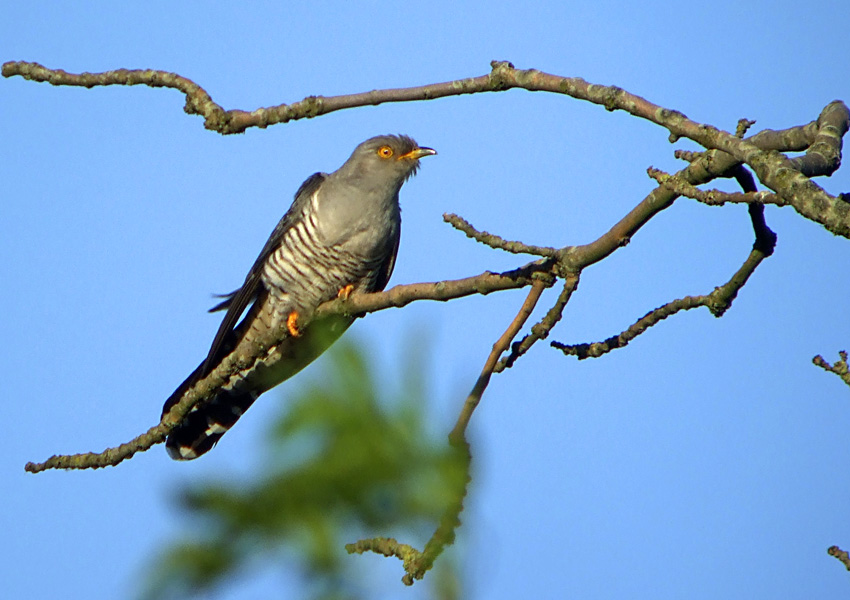
Cucut
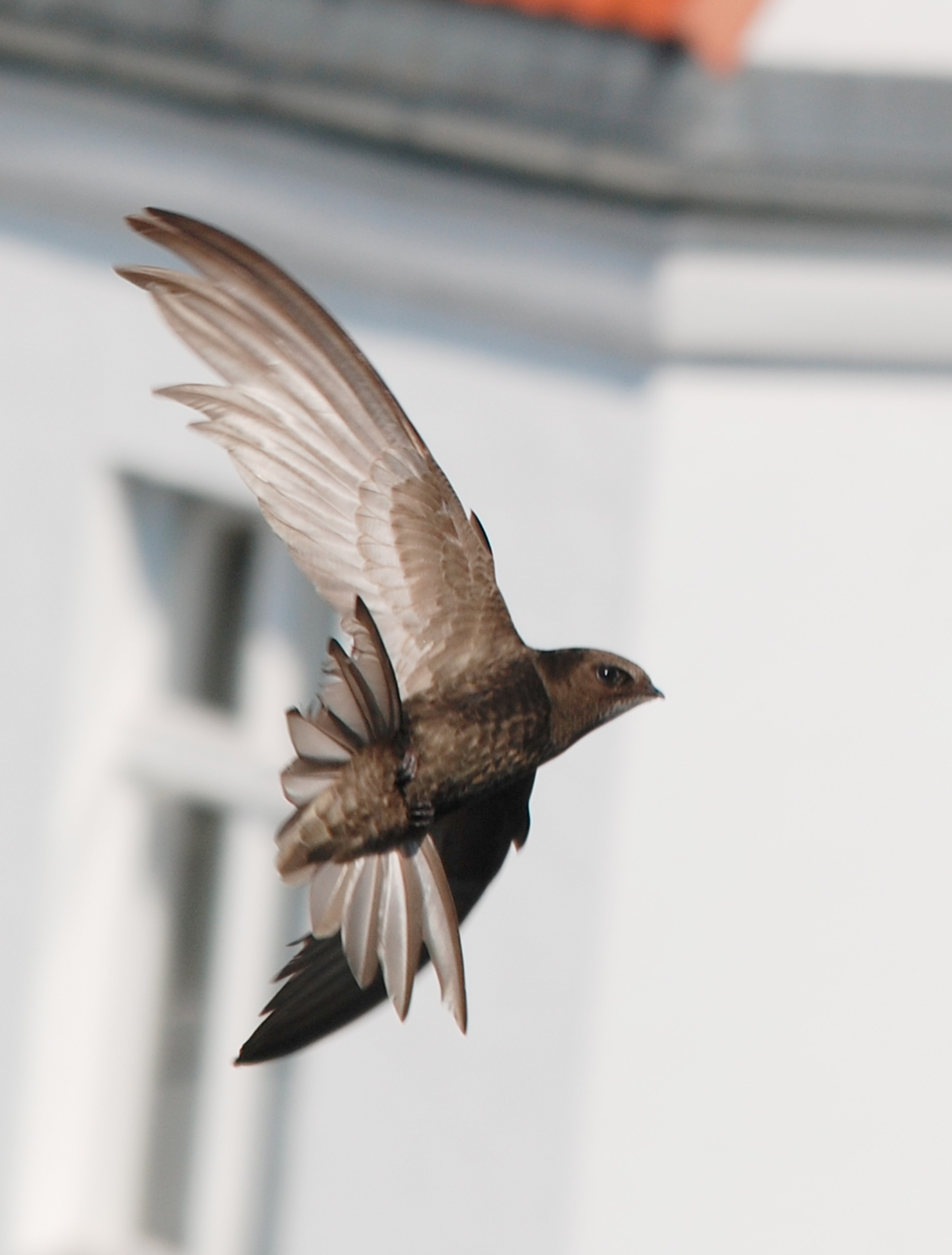
Falciot negre
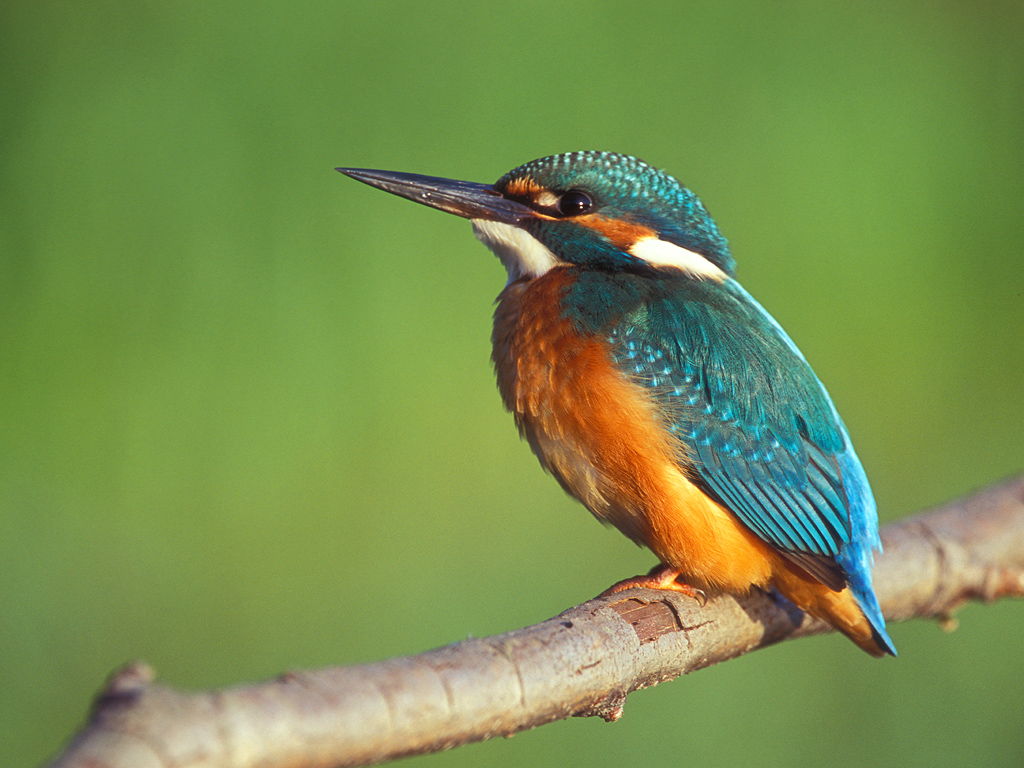
Blauet
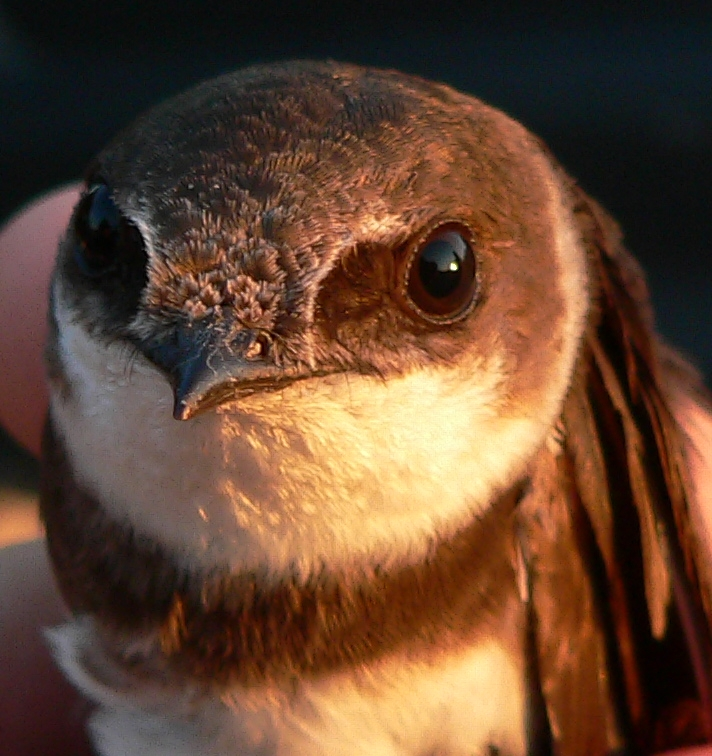
Oreneta de ribera
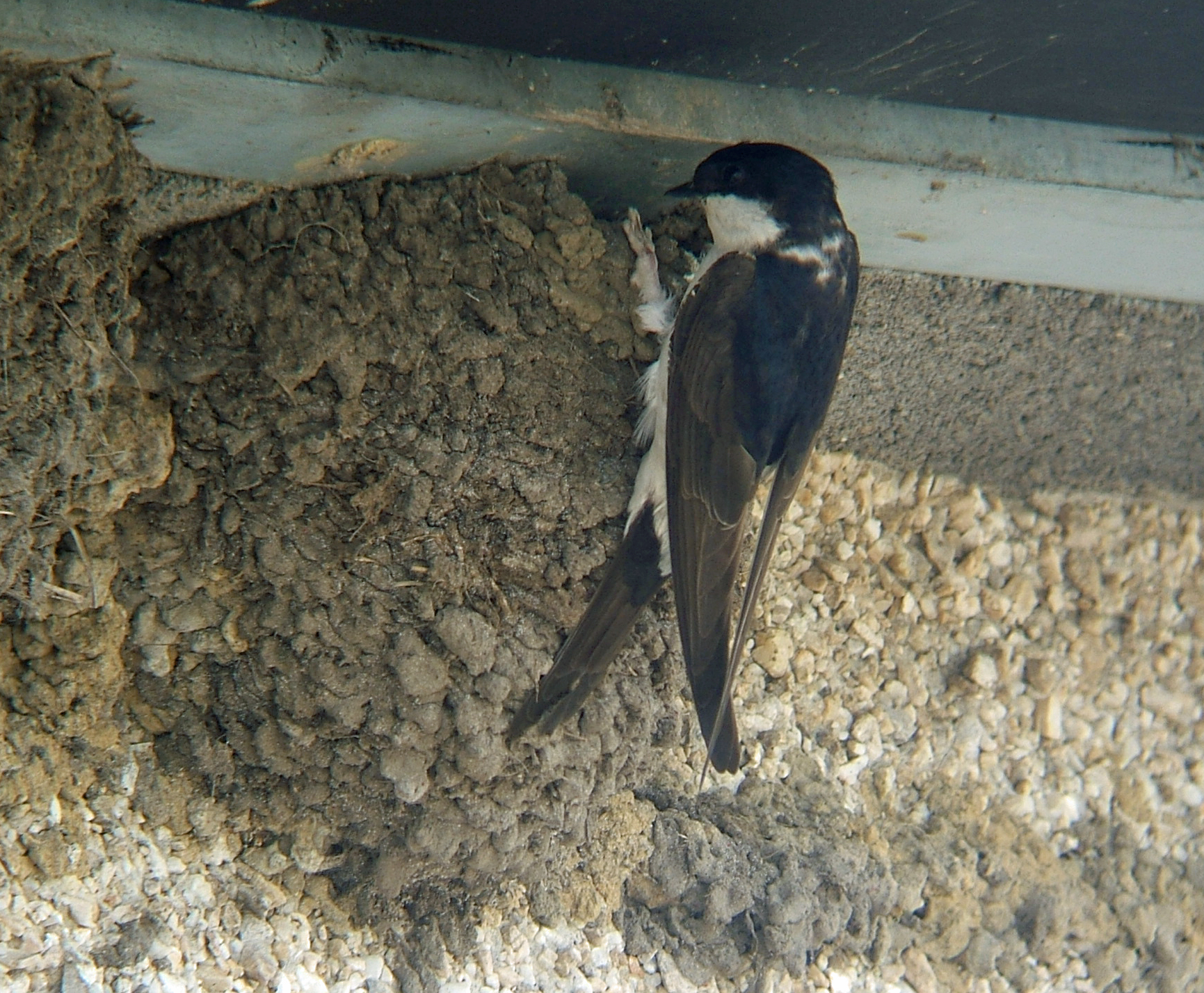
Oreneta cuablanca
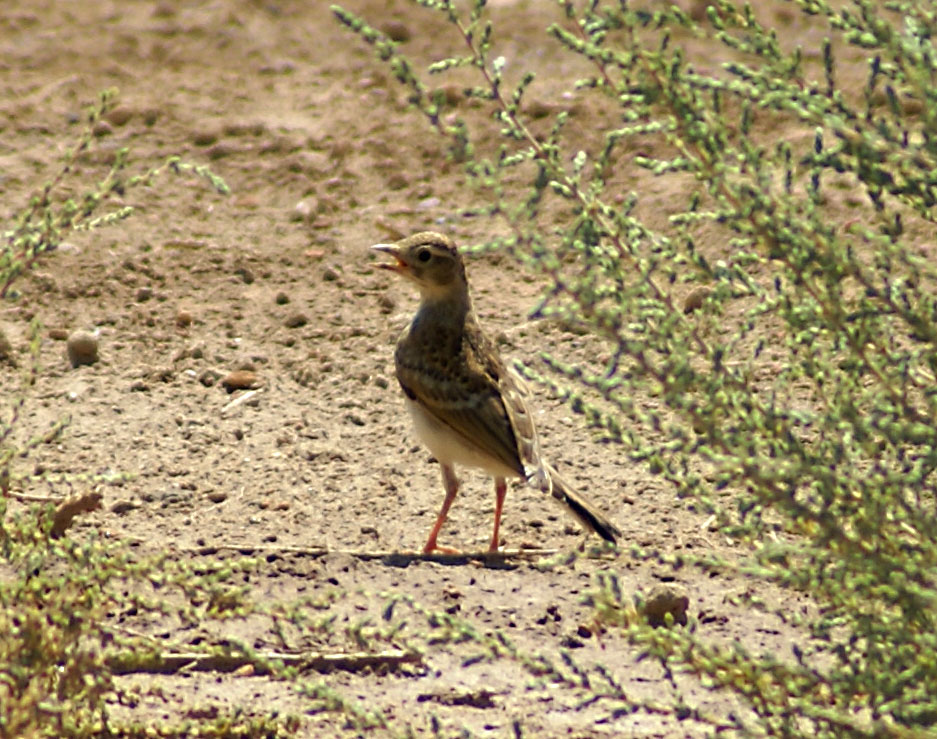
Trobat
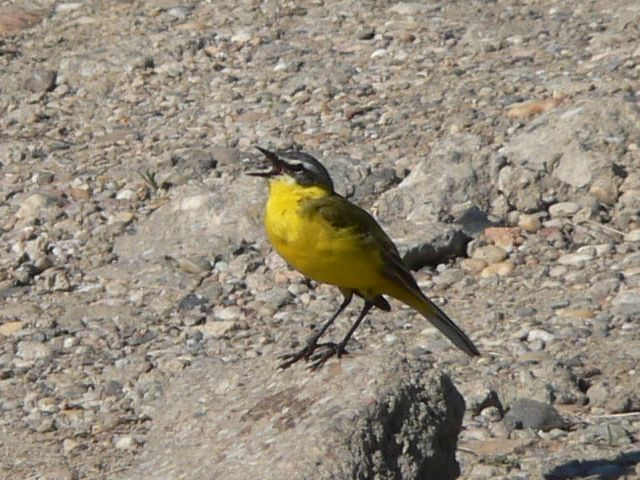
Cuereta groga
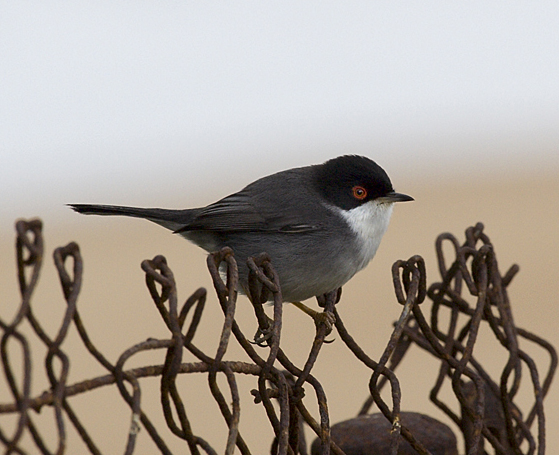
Tallarol capnegre
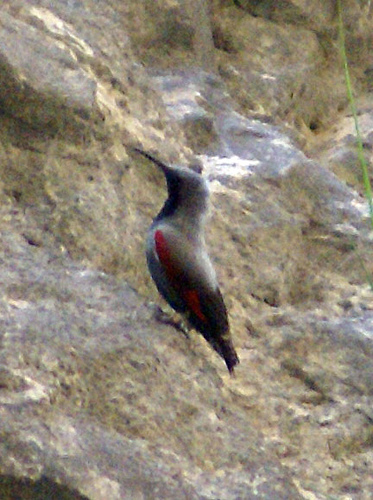
Pela-roques
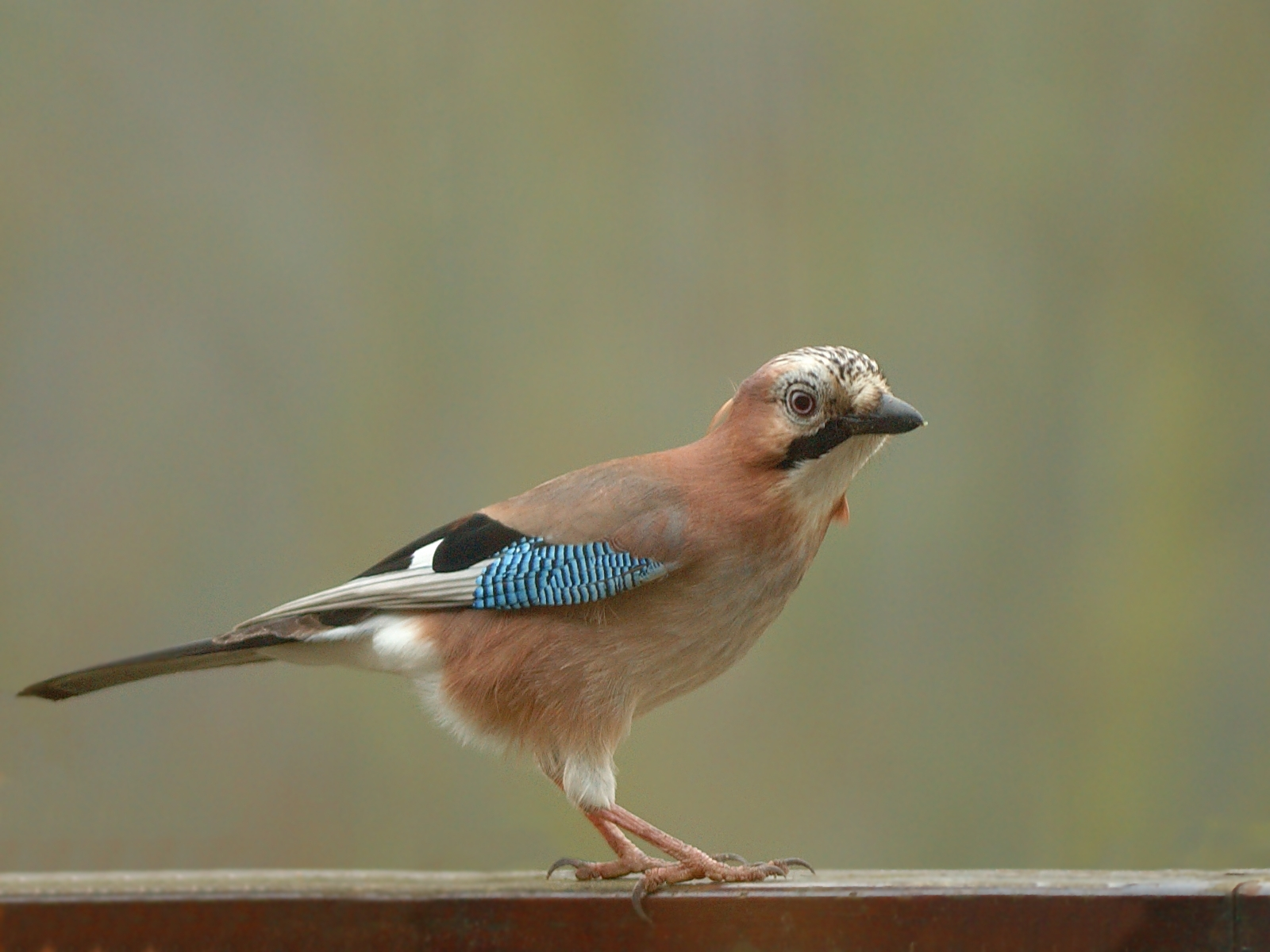
Gaig
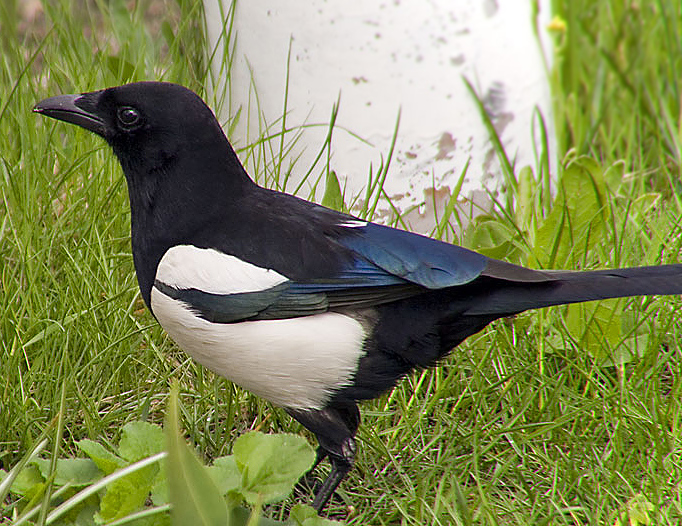
Garsa
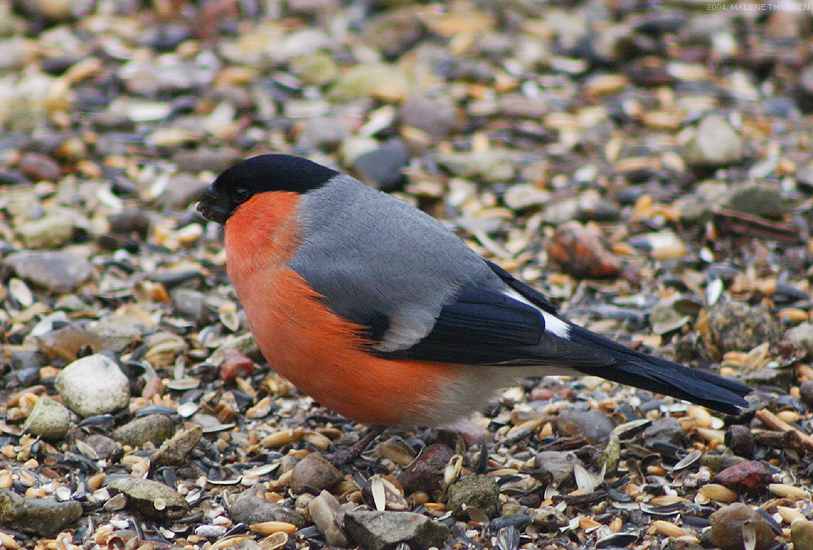
Pinsà borroner
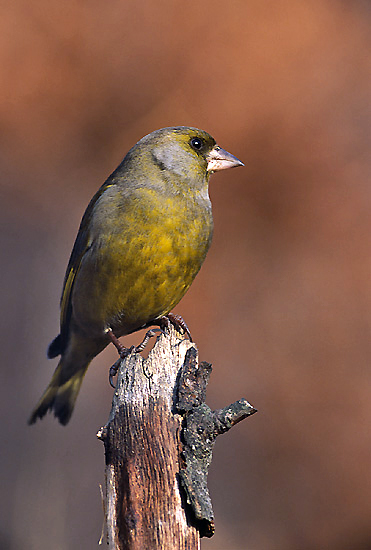
Verderol
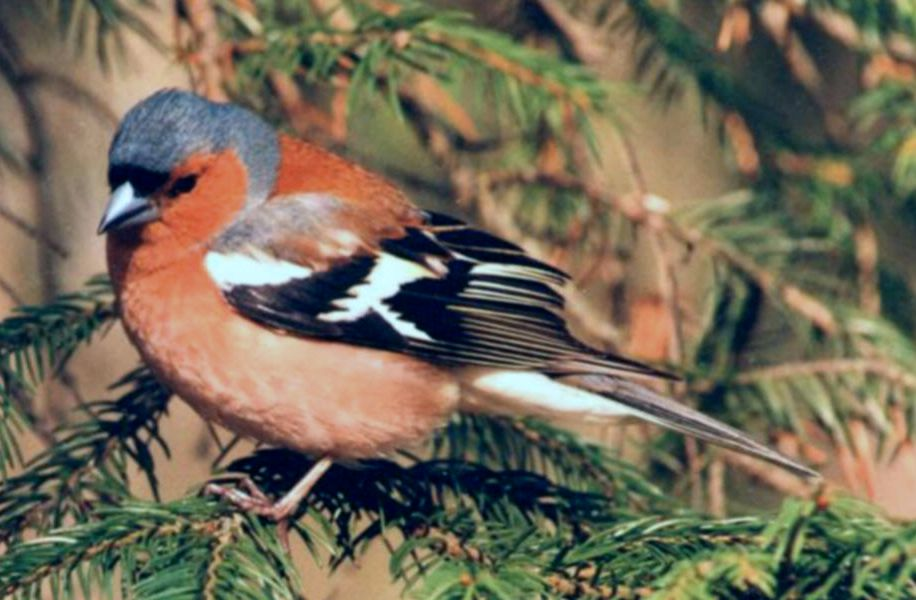
Pinsà comú
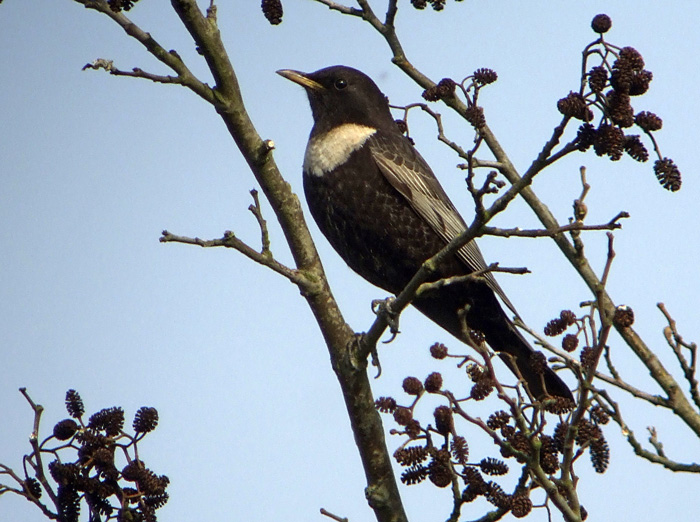
Merla de pit blanc
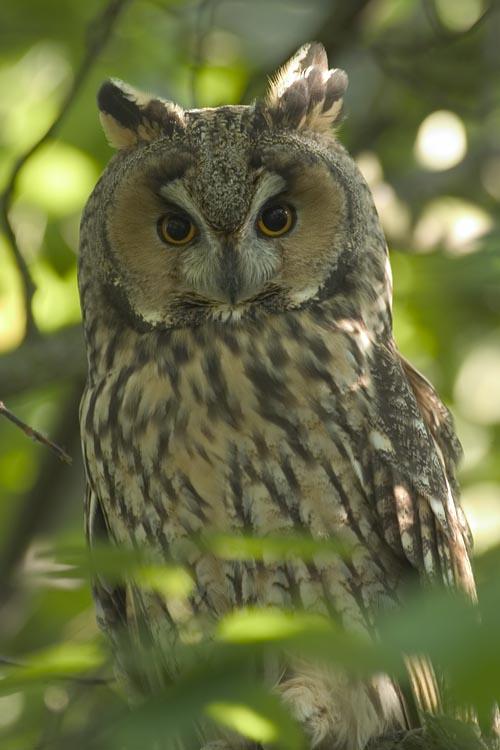
Mussol banyut (Asio otus)
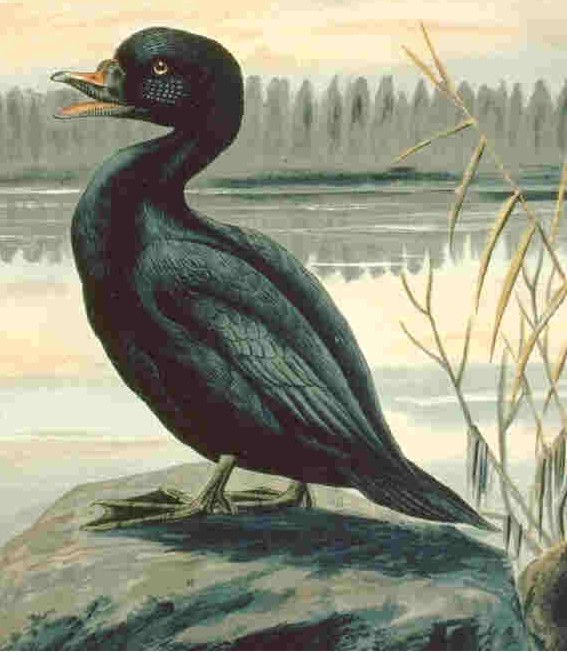
Ànec negre (Melanitta nigra)
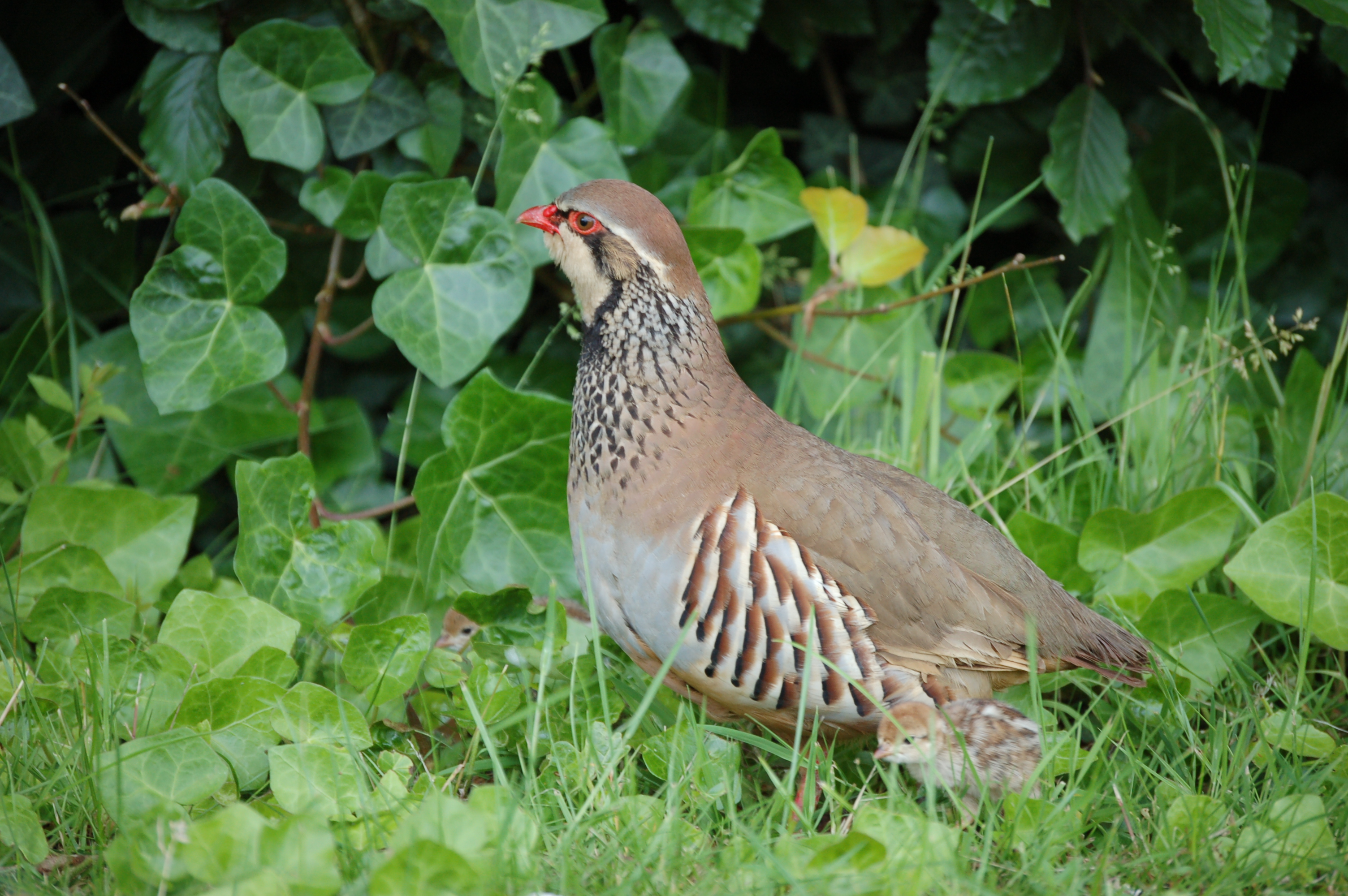
Perdiu roja (Alectoris rufa)
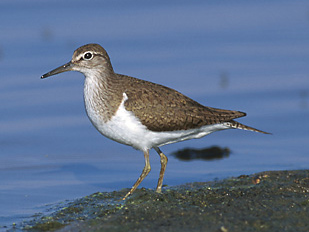
Xivitona (Actitis hypoleucos)
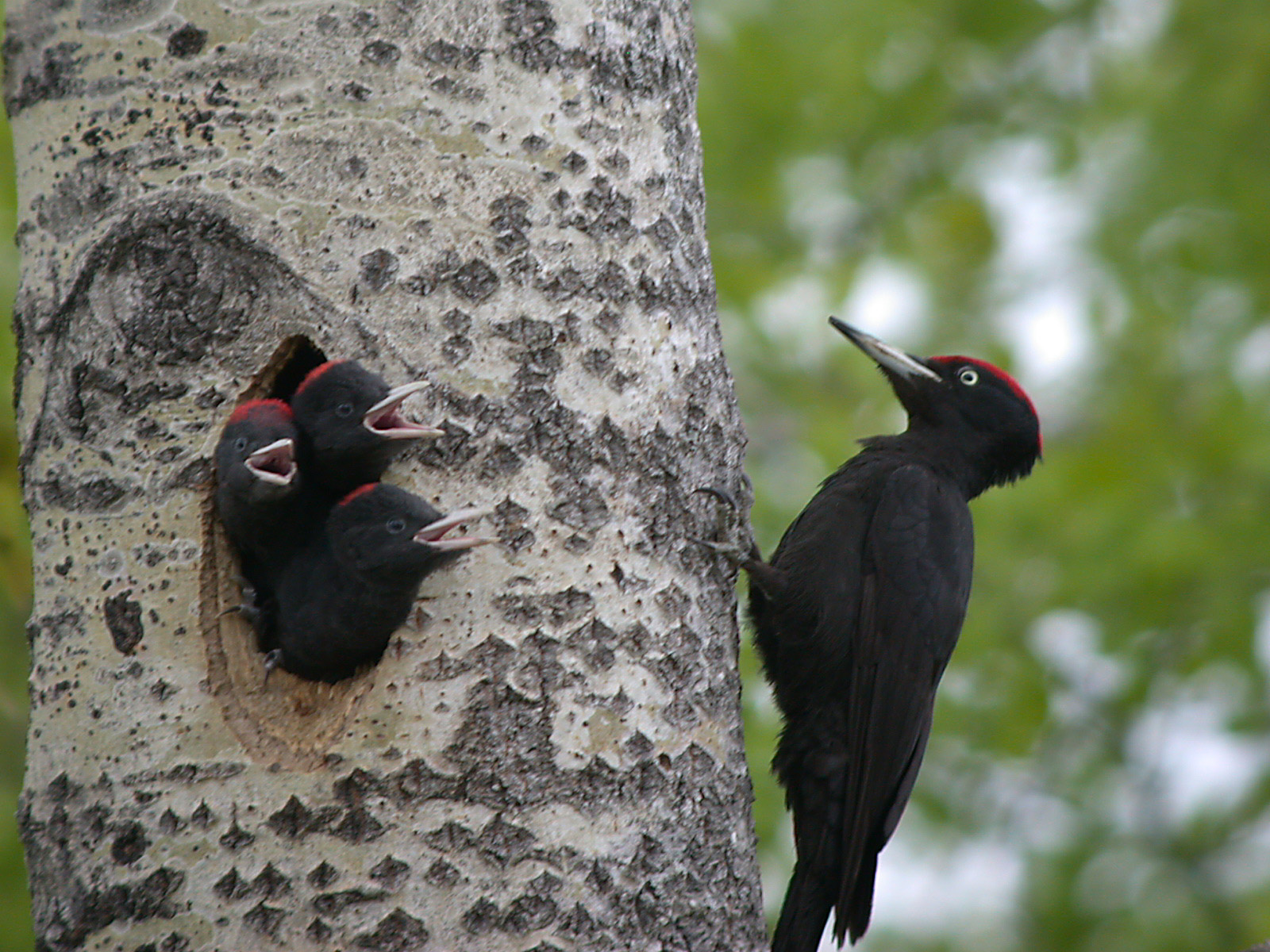
Picot negre (Dryocopus martius)
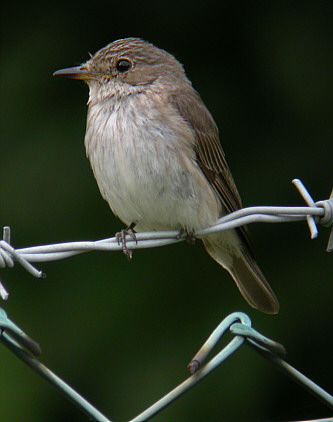
Papamosques gris (Muscicapa striata)
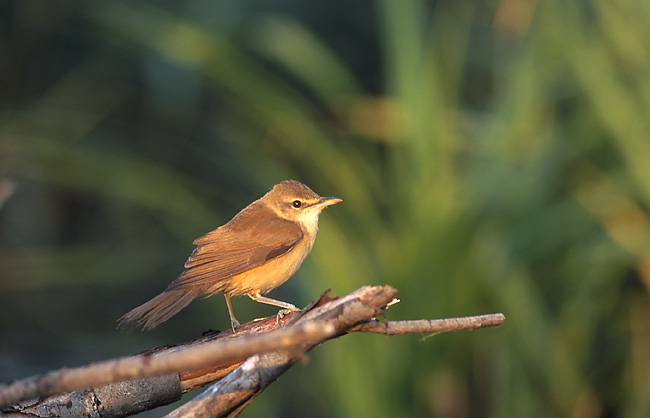
Balquer (Acrocephalus arundinaceus)
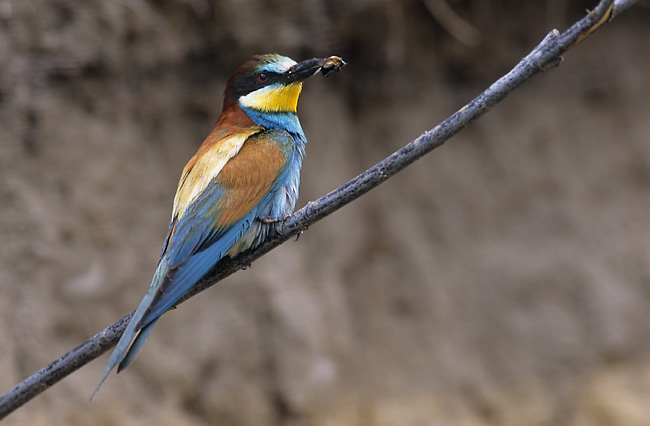
Abellerol (Merops apiaster)
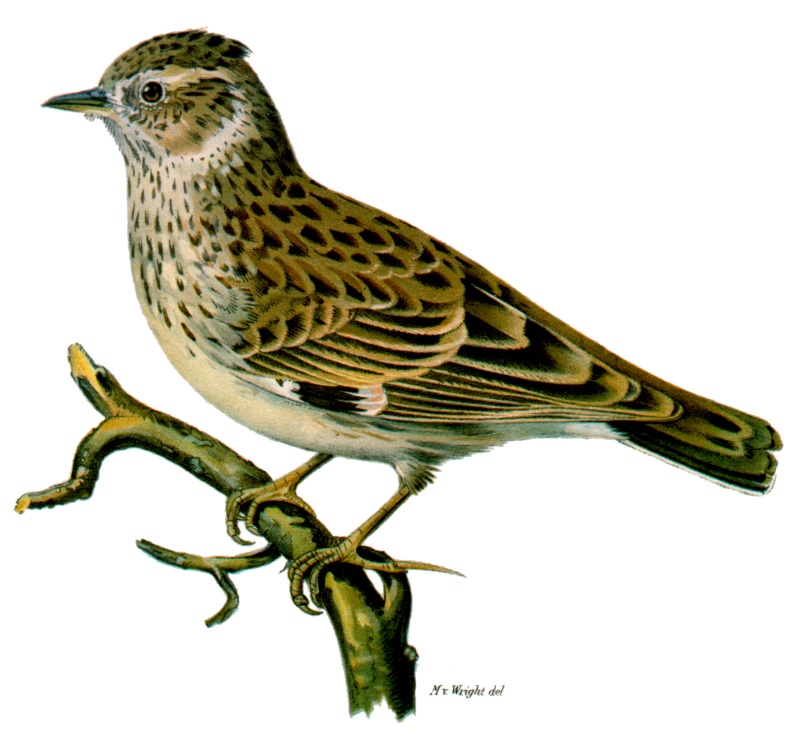
Cotoliu (Lullula arborea)
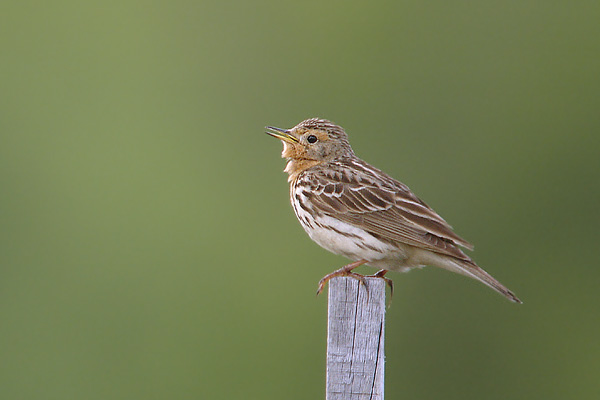
Piula gola-roja (Anthus cervinus)
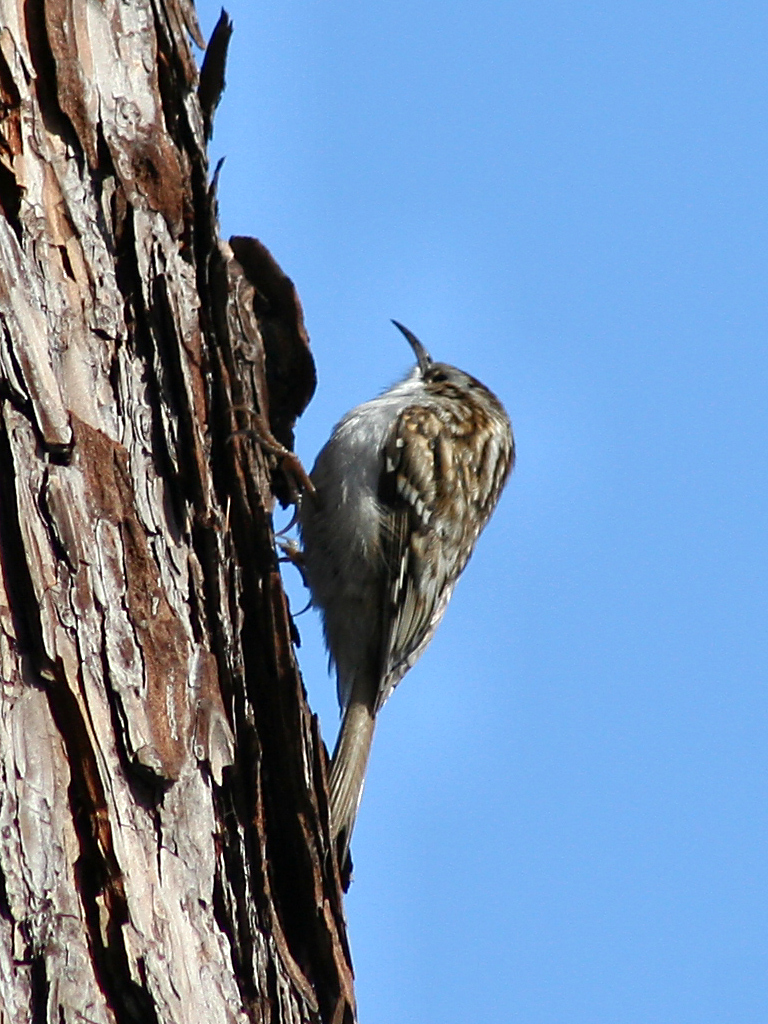
Raspinell pirinenc (Certhia familiaris)
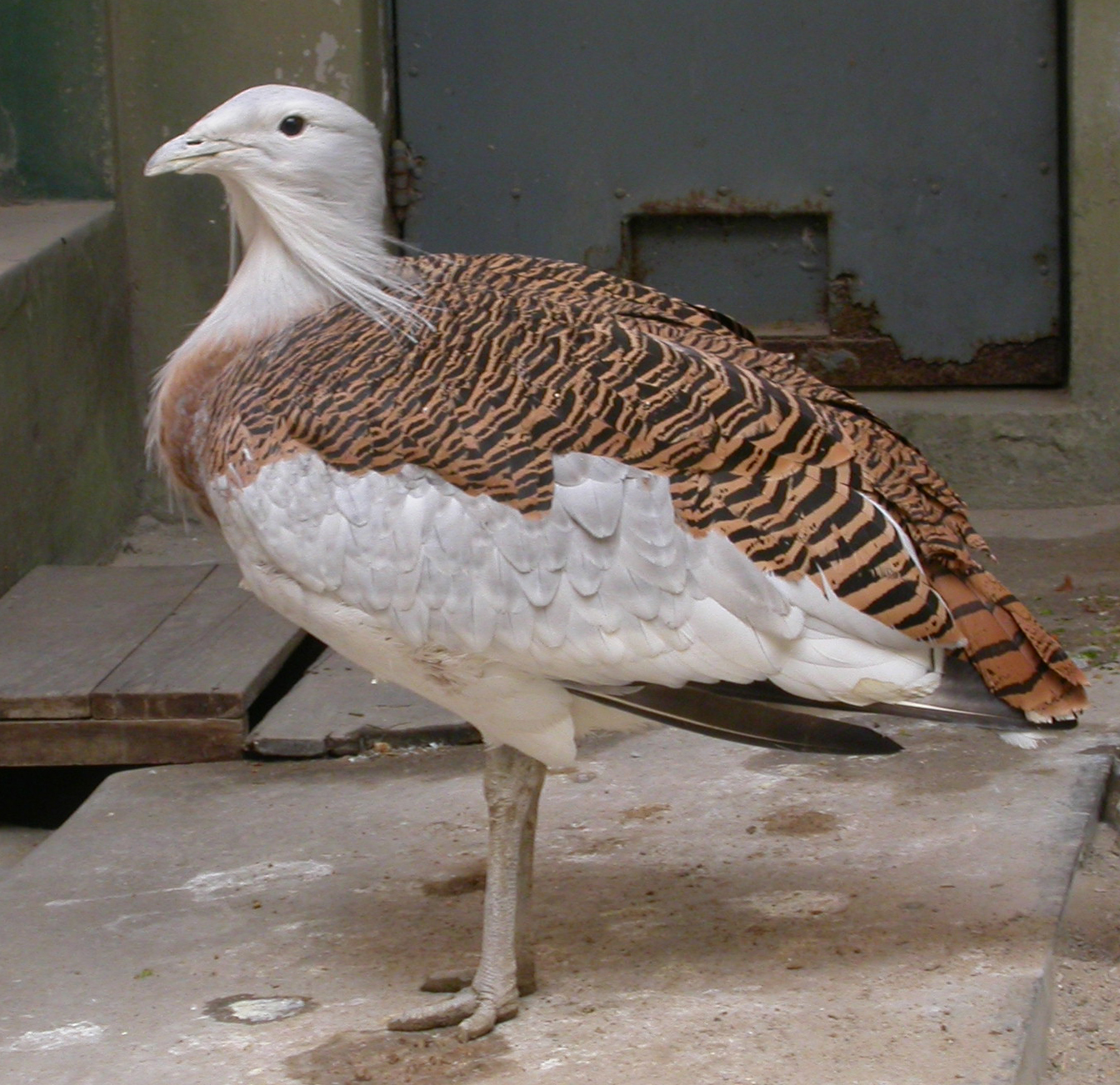
Pioc salvatge (Otis tarda)
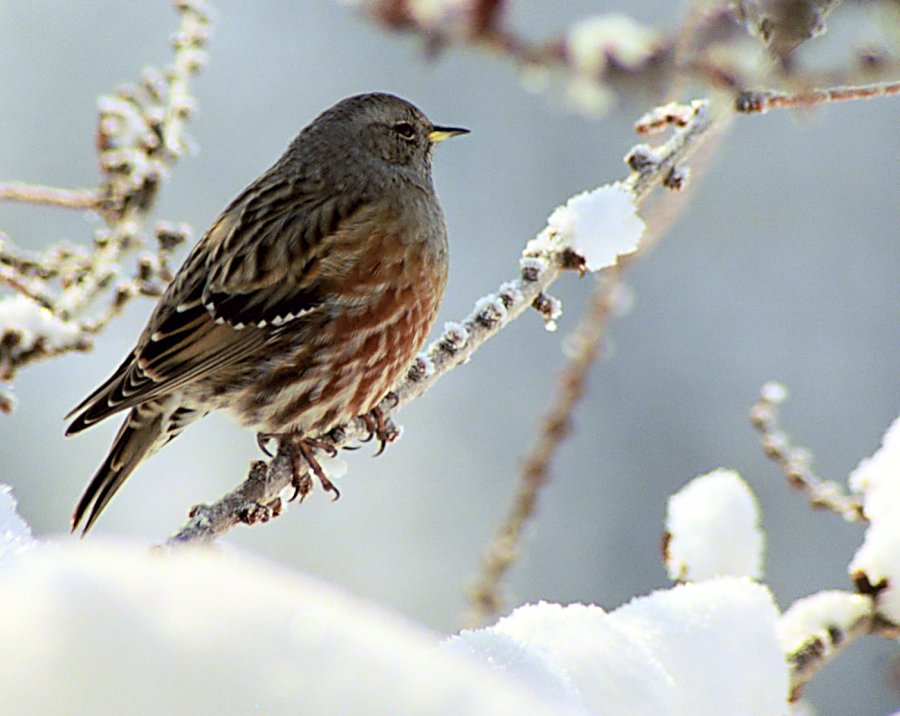
Cercavores (Prunella collaris)
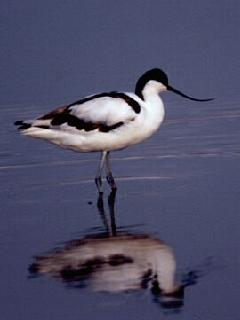
Bec d'alena (Recurvirostra avosetta)
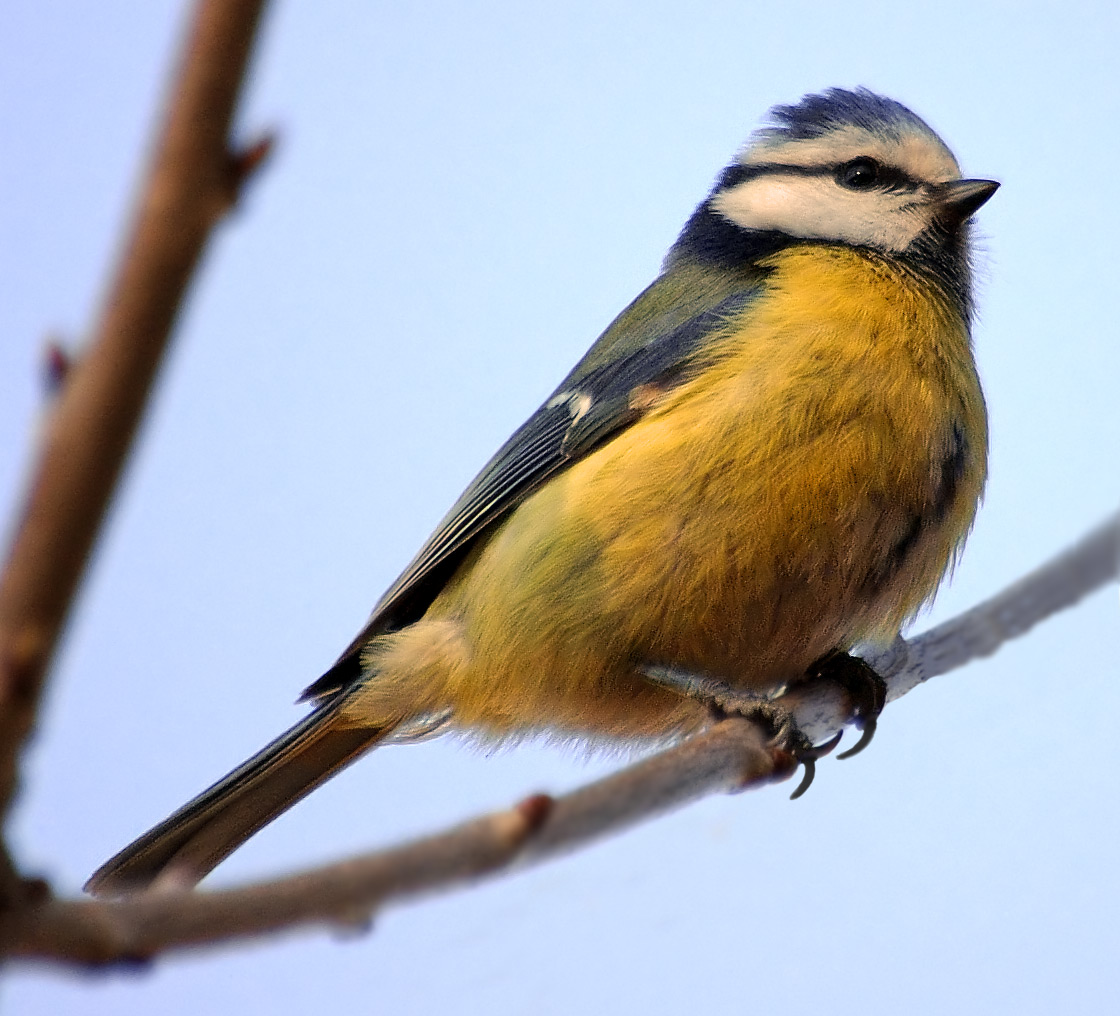
Mallerenga blava (Parus caeruleus)
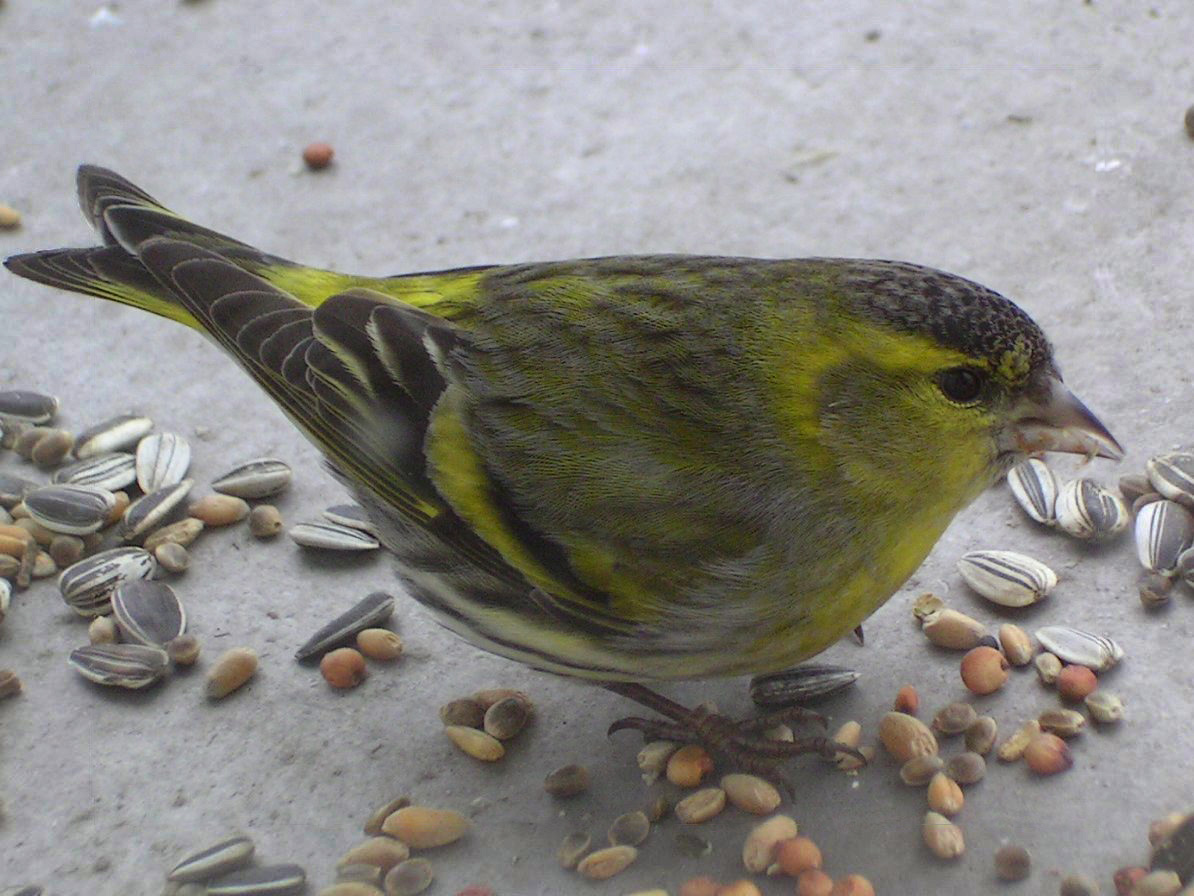
Lluer (Carduelis spinus)
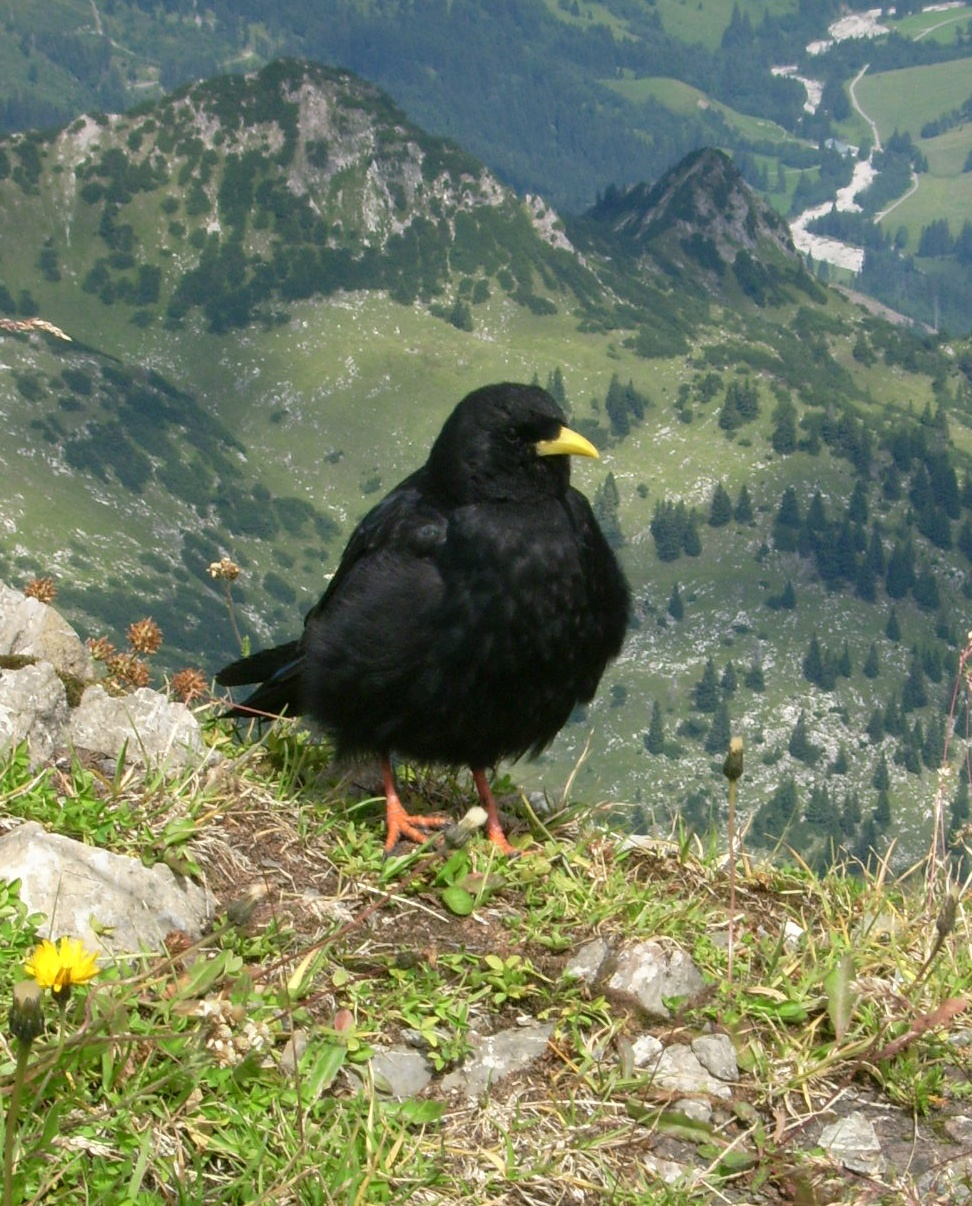
Gralla de bec groc (Pyrrhocorax graculus)
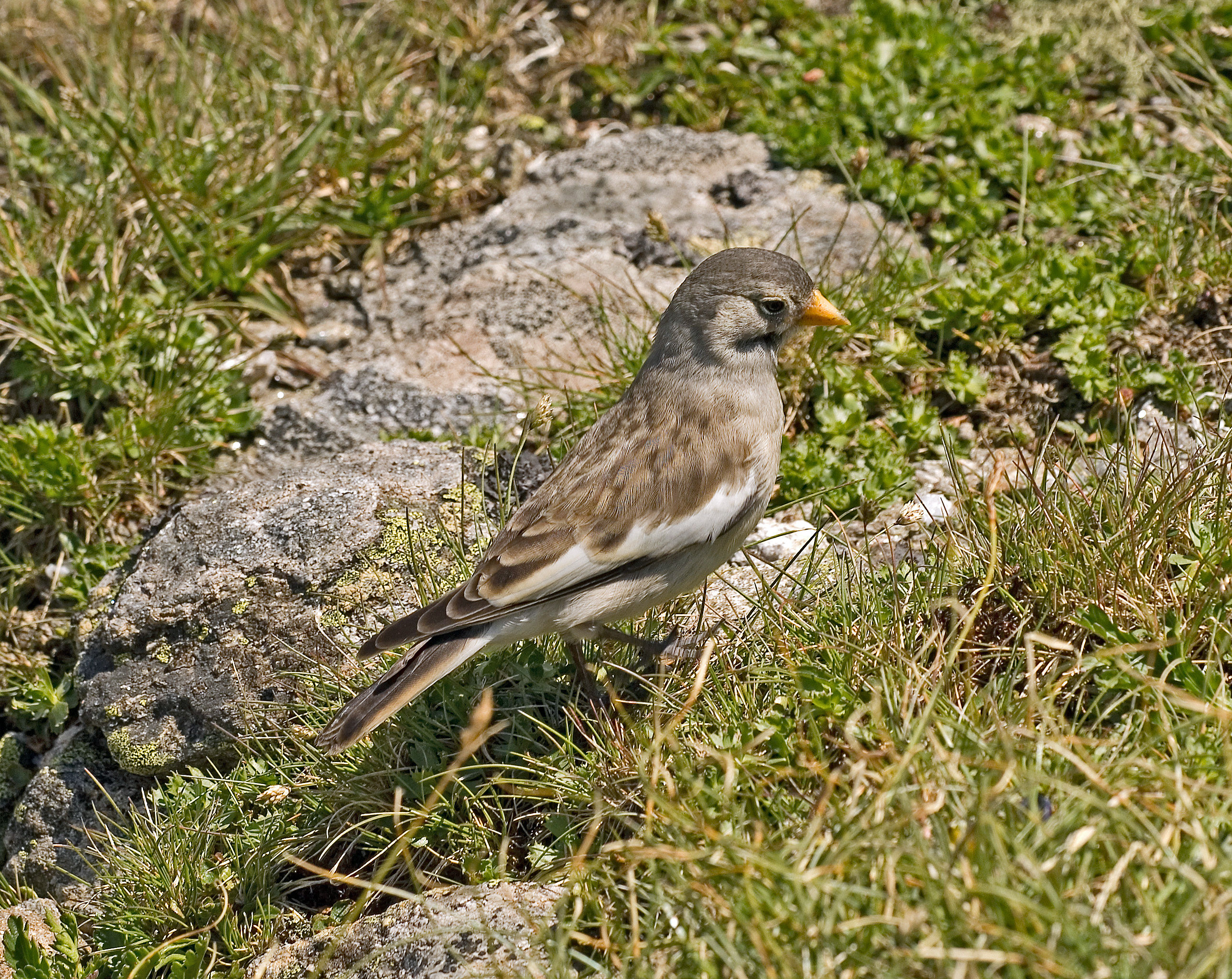
Pardal d'ala blanca (Montifringilla nivalis)
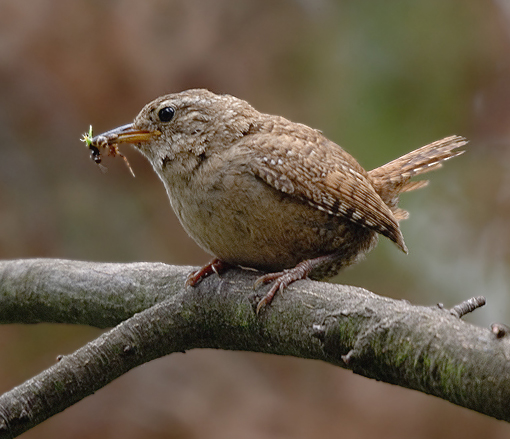
Caragolet (Troglodytes troglodytes)